# Rapsusklei
Diego Gil Fernández (Zaragoza, 18 de marzo de 1980), conocido artísticamente como Rapsusklei, es un rapero español.

## Biografía
Originario del barrio de La Magdalena, Zaragoza, ha desarrollado una extensa carrera en la música a lo largo de más 30 años, siendo un artista con 35 maquetas y 5 discos editados hasta la fecha.  Durante diversos años formó un dúo junto al productor Hazhe. Ha sido reconocido por la revista Rolling Stone como uno de los 50 grandes en la historia del rap en español.
En una entrevista, Rapsusklei explicó que su nombre artístico es una mezcla de rap sioux y Mohammad Ali.

### Primeros años en el rap (1990–2001)
Rapsusklei comenzó su trayectoria musical influenciado por grupos de rap estadounidense como Public Enemy, Ice Cube o Cypress Hill. En sus inicios utilizó el nombre artístico El Puto Sark y grabó su primera maqueta, Estado de locura (1995), producida por Nacho C en los estudios Rimas Silenciosas.
Durante esta etapa, Rapsusklei ya actuaba bajo el apodo de El corazón de la rima y formó parte del grupo local Fuck tha Posse, uno de los colectivos más representativos del hip hop underground zaragozano, con quienes lanzó la maqueta Demasiado honor para tanta hambre (1998).

### Consolidación (2002–2008)
En 1998 conoció al productor y DJ Hazhe, con quien grabó su primer álbum oficial, La historia más real de vuestras vidas (2002, LAM Records). Entre sus canciones más destacadas se encuentran Rapsioux, Medialuna, Doble o nada, No dejaré que el tiempo nos separe y Coser y cantar.
Posteriormente lanzaron los discos Elipsis (2003) e Hijos de puta para todo (2006). Este último álbum, llegó a ocupar un lugar importante en la historia del rap español. A lo largo de estos años participaron en numerosos festivales y compartieron cartel con artistas de la talla de Busta Rhymes, Wu-Tang Clan, Public Enemy, De La Soul, DJ Premier, o Saïan Supa Crew.

### Carrera en solitario (2008–actualidad)
En 2008 Rapsusklei y Hazhe decidieron separar sus caminos artísticos, y continuar su carrera en solitario. En 2010 publicó su primer disco individual, Pandemia, caracterizado por un enfoque en las rimas y juegos de palabras. Con dicho disco obtuvo el premio al mejor disco del año en los XII Premios de la Música Aragonesa, así como al año siguiente, los Premios de la Música Independiente le otorgaron el galardón de mejor álbum de hip hop.
En 2012 fundó el sello discográfico Eterno Miusik, con el que ha lanzado proyectos propios y de otros artistas, tanto nacionales como internacionales. A través de este sello se han editado trabajos y colaboraciones con nombres como Sharif, Wöyza, Saya, Original Juan, Axl, o Gordo del Funk, entre otros. A finales de ese año y comienzo del siguiente, publicó otra maqueta, llamada Melancolía.
En el 2014 volvió con su producción discográfica, que llevó por nombre Reality Flow, bajo su propio sello, esta vez con colaboración de su banda The Flow Fanatics. Dicho trabajo fue editado en marzo y en octubre del mismo año sacó un disco junto a Sharif y Juaninacka, que llamaron Curso Básico de Poesía.
Origami es el octavo álbum de estudio de Rapsusklei, publicado el 11 de noviembre de 2016 bajo el sello Eterno Miusik. El disco alterna entre canciones melancólicas y otras de corte clásico y bailable. Participan colaboradores habituales como Hermano L, Green Valley o Sharif, con producción de Acción Sánchez, Hazhe y otros. 
Un nuevo álbum vio la luz en 2018, Insano juicio, grabado en Art Space Barcelona. Las colaboraciones en este trabajo corrieron a cargo de Antonio Torres Vega, Akapellah, Maka, Rxnde Akozta y El niño de la hipoteca. Durante ese mismo año participó, junto a varios artistas de la escena, en la canción Los Borbones son unos ladrones, creada en solidaridad con Valtònyc, condenado a 3 años de prisión, bajo el lema “rapear no es delito”.
En febrero de 2022, lanzó Cordura Transitoria, un álbum que consta de 16 temas, continuando la línea de su anterior trabajo, Insano Juicio.
En 2024, publicó Lágrimas, un nuevo trabajo que incluye dos temas inéditos, como Nunca imaginé y Candela, además de revisiones de canciones anteriores como Flores de asfalto y El día uno.

## Actividades educativas y sociales
Rapsusklei se identifica con el rap consciente y promueve valores educativos y críticos en talleres dirigidos a jóvenes, abordando temas como vivienda, pobreza, libertad de expresión y conflictos globales (Palestina, migración, Congo). Ha participado en foros sobre la Ley Mordaza y libertad de expresión en 2018. Defiende un posicionamiento antifascista y de izquierdas.

## Influencias musicales
Rapsusklei ha citado como referentes al rap estadounidense de los 90 (Cypress Hill, Public Enemy, Ice‑T, Native Tongues, Wu‑Tang Clan, Nas,...), así como con el reggae y dancehall jamaicano, géneros presentes desde su infancia. Más recientemente ha mostrado interés por el soul y R&B (D’Angelo, Alicia Keys, Bruno Mars).

## Discografía

### Álbumes de estudio
- Lágrimas (2024)
- Cordura Transitoria (2022)
- Insano juicio (2018)
- Origami (2016)
- Curso básico de poesía (2014) – Con Sharif y Juaninacka
- Reality flow (2014) – Con The Flow Fanatics
- Melancolía (2012)
- Pandemia (2010)
- Hijos de puta para todo (2004) – Con Hazhe
- Elipsis (2003) – Con Hazhe
- La historia más real de vuestras vidas (2002) – Con Hazhe

### Maquetas destacadas
- Restos y rarezas 5 (2011)
- Moa thai (2008) – Con Dchangelangel
- Algo para recordar (2007)
- Calambres (2007)
- Decimoctavo (2007)
- Pret a porter (2007)
- Poesía básica (2007)
- El raggampazo mix (2007)
- Mundo Bicolor (2007) – Con Aniki
- La real mierda, co!!! (2007)
- El momento (2006)
- Estado de Locura (1995)